# 戴利偵測器
戴利偵測器是一种由“門把”（doorknob）、閃爍器（荧光屏）與光電倍增管組成的真空離子偵測器。戴利偵測器的名稱是依其發明者諾曼·理查·戴利（Norman Richard Daly）的姓氏來命名。戴利偵測器通常用在質譜儀中，尤其是在需要非常高偵測靈敏度的儀器，如交叉分子束方法。

## 原理
欲偵測的離子進入偵測器，被加速撞擊“門把”後產生多個二次電子。在“門把”與閃爍器間的高電壓（約 −20,000 V）下，電子被加速撞擊荧光屏，轉換為多個光子。這些光子最後由光電倍增管收集。戴利偵測器是非常靈敏的偵測器，可以用來作離子計數用。其他相關的偵測器有：光電倍增管、電子倍增管與微通道板。